# Giao thông bền vững

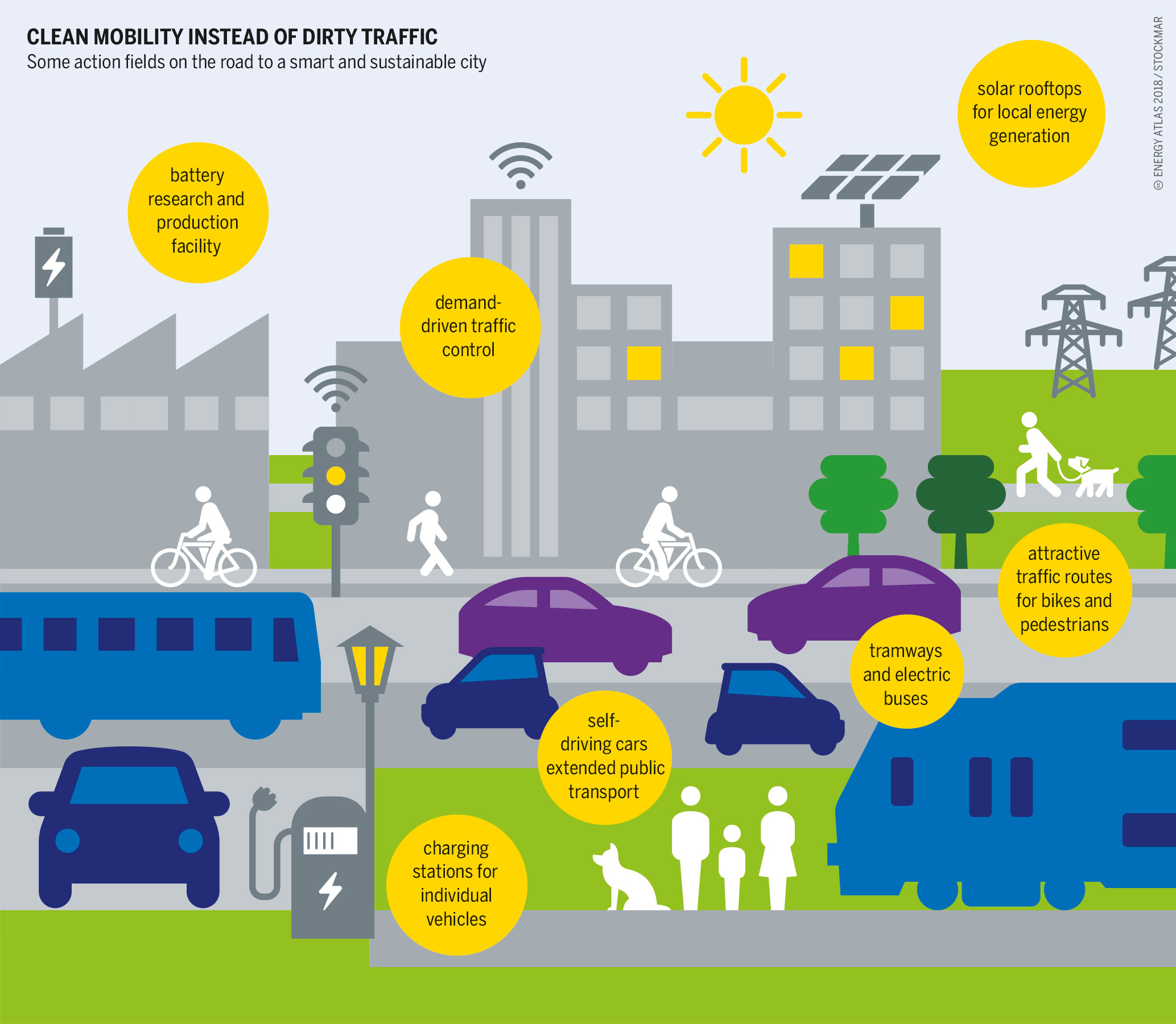
Kịch bản có thể xảy ra của tính di động sạch

Giao thông bền vững đề cập đến các phương thức vận tải bền vững khi xét đến các tác động đến xã hội và môi trường. Các thành phần để đánh giá tính bền vững bao gồm các phương tiện cụ thể được sử dụng cho vận tải đường bộ, đường thủy hoặc đường hàng không; nguồn năng lượng; và cơ sở hạ tầng được sử dụng để phục vụ giao thông vận tải (đường bộ, đường sắt, đường hàng không, đường thủy, kênh đào và trạm). Hoạt động vận tải và hậu cần cũng như phát triển theo định hướng giao thông công cộng cũng là các yếu tố để đánh giá. Tính bền vững của giao thông vận tải phần lớn được đo lường bằng hiệu quả và hiệu suất của hệ thống giao thông vận tải cũng như các tác động đến môi trường và khí hậu của hệ thống. Hệ thống giao thông có tác động đáng kể đến môi trường, chiếm từ 20% đến 25% mức tiêu thụ năng lượng và lượng khí thải carbon dioxide trên thế giới. Phần lớn lượng khí thải, gần 97%, đến từ việc đốt trực tiếp nhiên liệu hóa thạch. Trong năm 2019, khoảng 95% nhiên liệu đến từ nguồn hóa thạch. Nguồn phát thải khí nhà kính chính ở Liên minh châu Âu là từ giao thông vận tải. Năm 2019, giao thông vận tải đóng góp khoảng 31% lượng khí thải toàn cầu và 24% lượng khí thải ở EU. Ngoài ra, trước đại dịch COVID-19, chỉ có lượng khí thải ở lĩnh vực này tăng. Phát thải khí nhà kính từ giao thông vận tải đang gia tăng với tốc độ nhanh hơn bất kỳ lĩnh vực sử dụng năng lượng nào khác. Giao thông đường bộ cũng là nguyên nhân chính gây ô nhiễm không khí và sương khói tại địa phương.
Các hệ thống giao thông bền vững đóng góp tích cực vào sự bền vững về môi trường, xã hội và kinh tế của các cộng đồng mà chúng phục vụ. Các hệ thống giao thông tồn tại để cung cấp các kết nối về kinh tế và xã hội và mọi người nhanh chóng nắm bắt các cơ hội từ việc tăng khả năng di chuyển, với các hộ nghèo được hưởng lợi rất nhiều từ các phương án giao thông carbon thấp. Lợi ích của việc tăng tính di động cần được cân nhắc với chi phí môi trường, xã hội và kinh tế mà hệ thống giao thông gây ra. Hoạt động ngắn hạn thường thúc đẩy cải thiện hiệu suất sử dụng nhiên liệu và kiểm soát khí thải phương tiện trong khi các mục tiêu dài hạn bao gồm chuyển giao vận tải từ năng lượng hóa thạch sang các giải pháp thay thế khác như năng lượng tái tạo và sử dụng các nguồn tài nguyên tái tạo khác. Toàn bộ vòng đời của hệ thống giao thông phải được đo lường và tối ưu hóa tính bền vững.
Chương trình Môi trường Liên Hợp Quốc (UNEP) ước tính rằng mỗi năm có thể tránh được 2,4 triệu ca tử vong sớm do ô nhiễm không khí ngoài trời. Đặc biệt nguy hiểm cho sức khỏe là phát thải carbon đen, một thành phần của vật chất dạng hạt, là nguyên nhân gây ra các bệnh về đường hô hấp và gây ung thư, đồng thời góp phần đáng kể vào biến đổi khí hậu toàn cầu. Mối liên hệ giữa phát thải khí nhà kính và hạt vật chất làm cho vận tải carbon thấp trở thành một khoản đầu tư ngày càng bền vững ở cấp địa phương—cả bằng cách giảm mức phát thải từ đó giảm nhẹ biến đổi khí hậu; và bằng cách cải thiện sức khỏe cộng đồng thông qua cải thiện chất lượng không khí.
Các tác động về xã hội do giao thông vận tải gây ra bao gồm tai nạn đường bộ, ô nhiễm không khí, không hoạt động thể chất, thời gian xa gia đình trong khi di chuyển và dễ bị tổn thương khi giá nhiên liệu tăng. Nhiều tác động tiêu cực trong số này rơi vào những nhóm xã hội ít có khả năng sở hữu và lái ô tô nhất. Tắc nghẽn giao thông gây ra tác động về kinh tế do lãng phí thời gian của mọi người và làm chậm quá trình vận chuyển hàng hóa và dịch vụ. Quy hoạch giao thông truyền thống nhằm mục đích cải thiện tính di động, đặc biệt là cho các phương tiện và có thể không xem xét đầy đủ các tác động rộng lớn hơn. Nhưng mục đích thực sự của giao thông là khả năng tiếp cận – dành cho công việc, giáo dục, hàng hóa và dịch vụ, bạn bè và gia đình – và có những kỹ thuật đã được chứng minh có thể cải thiện khả năng tiếp cận đồng thời giảm tác động môi trường và xã hội, đồng thời quản lý tắc nghẽn giao thông. Các cộng đồng đang cải thiện thành công tính bền vững của mạng lưới giao thông của họ bằng việc xem giao thông bền vững là một phần của chương trình rộng lớn hơn nhằm tạo ra các thành phố bền vững, đáng sống và sôi động hơn.

## Định nghĩa

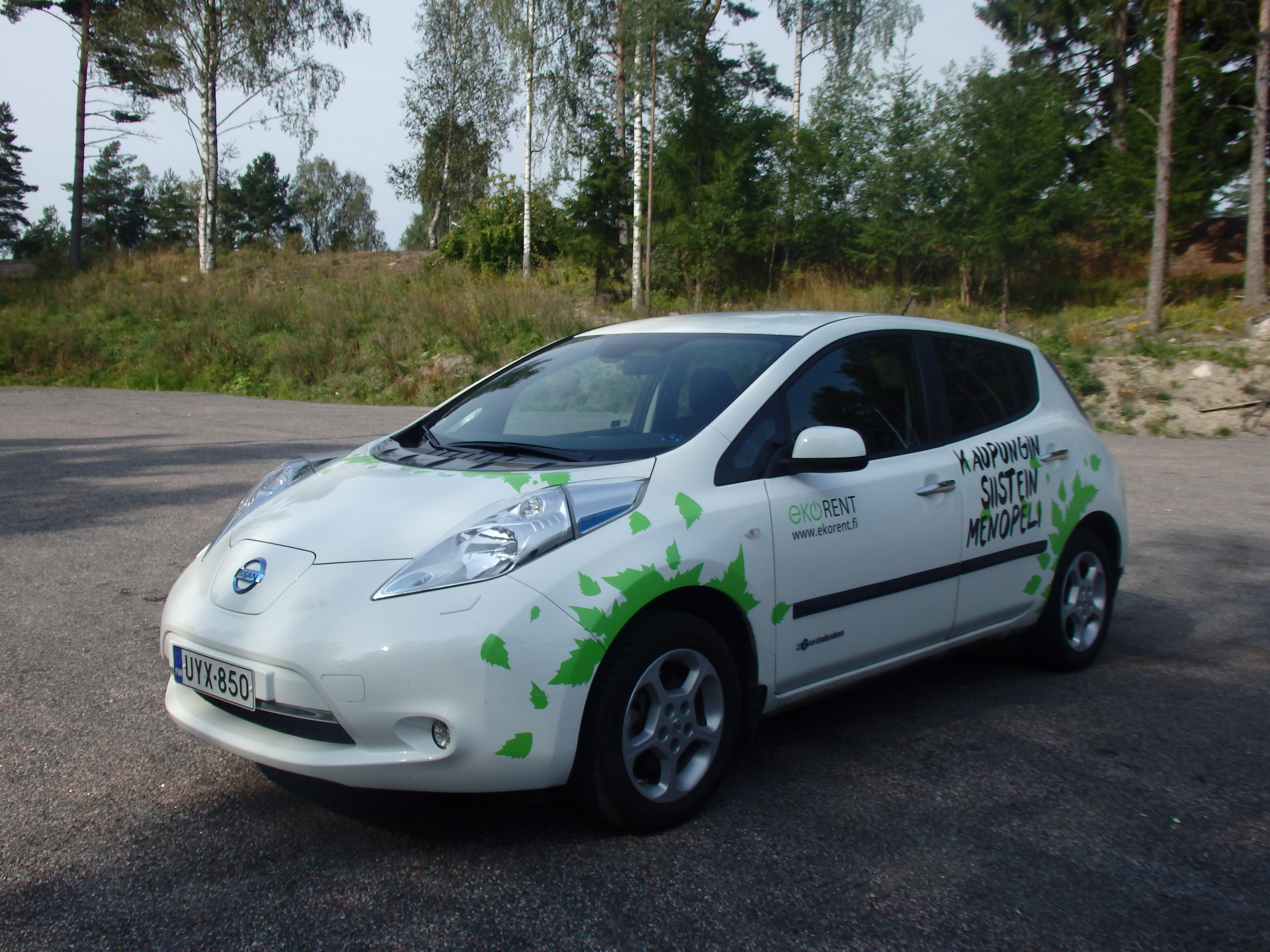
Xe điện của Ekorent ở Helsinki, Phần Lan

Thuật ngữ giao thông bền vững tiếp nối một cách logic từ khái niệm phát triển bền vững, được sử dụng để mô tả các phương thức vận tải và hệ thống quy hoạch giao thông nhất quán với sự quan tâm nhiều hơn về tính bền vững. Có nhiều định nghĩa về giao thông bền vững và các thuật ngữ liên quan như vận tải bền vững và di chuyển bền vững. Theo định nghĩa từ Hội đồng Bộ trưởng Giao thông Vận tải Liên minh Châu Âu, một hệ thống giao thông bền vững là một hệ thống
- Cho phép đáp ứng các nhu cầu tiếp cận và phát triển cơ bản của các cá nhân, công ty và xã hội một cách an toàn và phù hợp với con người và sức khỏe hệ sinh thái, đồng thời thúc đẩy sự công bằng trong và giữa các thế hệ kế tiếp.
- Có thể chi trả được, hoạt động công bằng và hiệu quả, cung cấp nhiều lựa chọn về phương thức vận tải và hỗ trợ nền kinh tế cạnh tranh cũng như sự phát triển cân bằng của khu vực.
- Hạn chế khí thải và chất thải trong khả năng hấp thụ của hành tinh, sử dụng các nguồn tài nguyên tái tạo bằng hoặc thấp hơn tốc độ tạo ra chúng và sử dụng các tài nguyên không thể tái tạo bằng hoặc thấp hơn tốc độ phát triển của các chất thay thế có thể tái tạo, đồng thời giảm thiểu tác động đến việc sử dụng đất và việc tạo ra tiếng ồn.

cần phải phát triển bền vững. Tính bền vững vượt ra ngoài hiệu quả vận hành và lượng khí thải. Đánh giá vòng đời bao gồm các cân nhắc về sản xuất, sử dụng và sau sử dụng. Thiết kế toàn diện quan trọng hơn là tập trung vào một yếu tố duy nhất như sử dụng năng lượng hiệu quả.

## Lợi ích
Giao thông bền vững mang lại nhiều lợi ích kinh tế và xã hội có thể thúc đẩy sự phát triển bền vững của địa phương. Theo một loạt các báo cáo của Chiến lược phát triển phát thải thấp Quan hệ đối tác toàn cầu (LEDS GP), giao thông bền vững có thể giúp tạo việc làm, cải thiện an toàn đi lại thông qua đầu tư vào làn đường dành cho xe đạp, đường dành cho người đi bộ và đường không dành cho người đi bộ, làm cho việc tiếp cận việc làm và các cơ hội xã hội hợp lý và hiệu quả hơn. Điều này cũng tạo cơ hội tiết kiệm thời gian của mọi người và thu nhập hộ gia đình cũng như ngân sách của chính phủ, biến đầu tư vào giao thông bền vững thành cơ hội 'đôi bên cùng có lợi'.

## Xu hướng gần đây

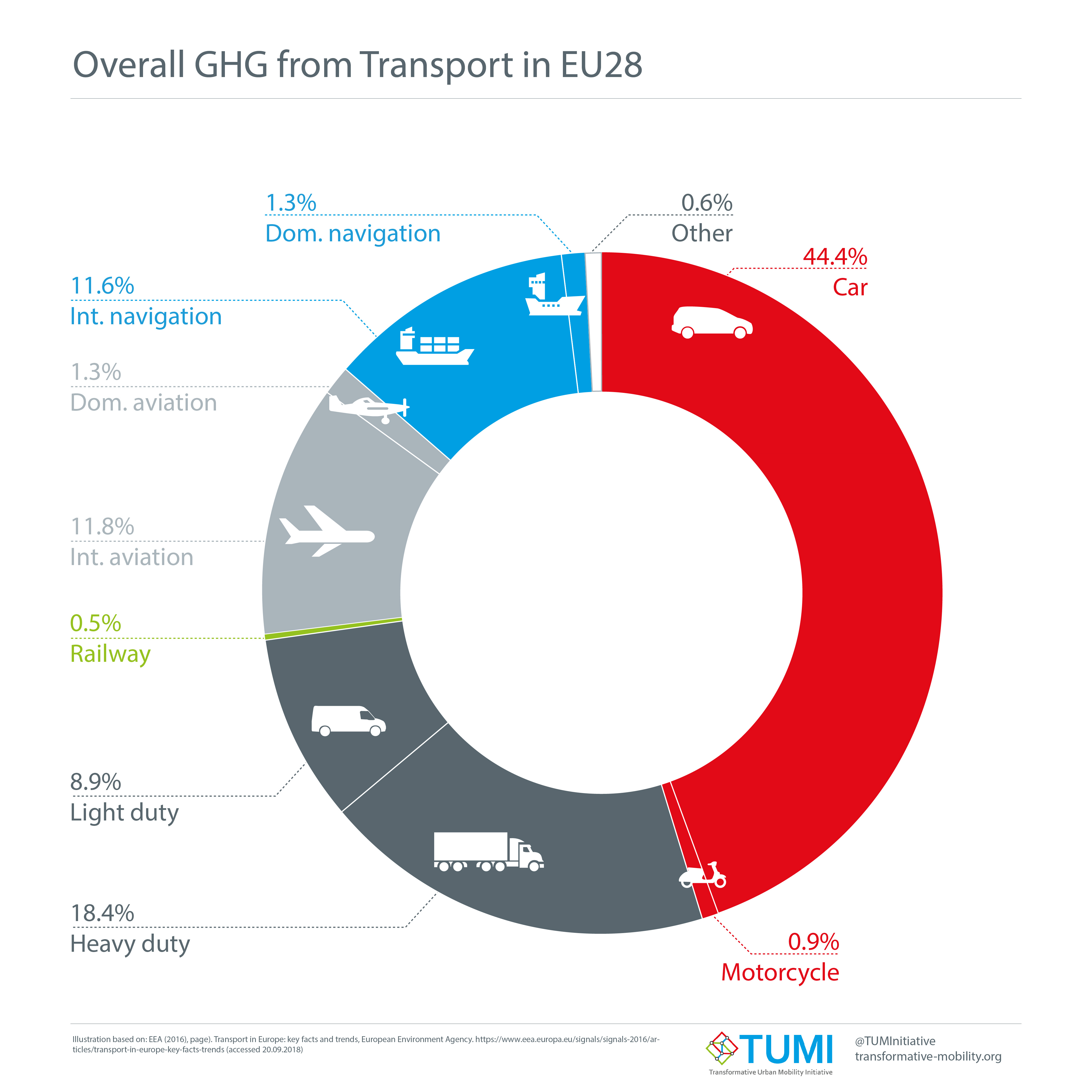
Tổng GHG từ giao thông vận tải

Di chuyển bằng ô tô tăng đều đặn trong suốt thế kỷ 20, nhưng xu hướng từ năm 2000 trở nên phức tạp hơn. Khủng hoảng giá dầu năm 2003 có liên quan đến việc giảm lượng sử dụng nhiên liệu bình quân đầu người cho việc đi lại bằng phương tiện cá nhân ở Hoa Kỳ, Anh và Úc. Trong năm 2008, mức tiêu thụ dầu toàn cầu nói chung giảm 0,8%, với mức tiêu thụ giảm đáng kể ở Bắc Mỹ, Tây Âu và một phần châu Á.
Các yếu tố khác ảnh hưởng đến sự suy giảm lái xe, ít nhất là ở Mỹ, bao gồm việc nghỉ hưu của những người thuộc thế hệ X hiện ít lái xe hơn, ưu tiên cho các phương thức di chuyển khác (chẳng hạn như phương tiện công cộng) của nhóm tuổi trẻ hơn, cuộc Đại suy thoái và việc sử dụng công nghệ ngày càng tăng (internet, thiết bị di động) khiến việc đi lại trở nên ít cần thiết hơn và có thể kém hấp dẫn hơn.

### Quảng cáo xanh
Thuật ngữ vận tải xanh thường được sử dụng như một kỹ thuật tiếp thị quảng cáo xanh cho các sản phẩm không được chứng minh là có đóng góp tích cực cho sự bền vững của môi trường. Những tuyên bố như vậy có thể bị cáo buộc về mặt pháp lý. Ví dụ, Thanh tra người tiêu dùng Na Uy đã nhắm mục tiêu đến các nhà sản xuất ô tô tuyên bố rằng ô tô của họ là "xanh", "sạch" hoặc "thân thiện với môi trường". Các nhà sản xuất có nguy cơ bị phạt nếu họ không bỏ những từ ngữ trên. Ủy ban Cạnh tranh & Người tiêu dùng Úc (ACCC) mô tả các tuyên bố "xanh" trên các sản phẩm là "rất mơ hồ, khiến người tiêu dùng hiểu theo nhiều nghĩa cho tuyên bố, điều này có nguy cơ gây hiểu lầm cho họ". Vào năm 2008, ACCC đã buộc một nhà bán lẻ ô tô ngừng tiếp thị "xanh" cho ô tô Saab, điều mà Tòa án Liên bang Úc đã kết luận là "gây hiểu lầm".